# Volo TAAG Angola Airlines 462
Il volo TAAG Angola Airlines 462 era un volo passeggeri di linea domestico da Lubango a Luanda, in Angola. L'8 novembre 1983, un Boeing 737-200 operante il volo precipitò poco dopo il decollo dall'aeroporto di Lubango. Tutti i 130 occupanti persero la vita nello schianto.

## L'aereo
Il velivolo coinvolto era un Boeing 737-200, marche D2-TBN, numero di serie 22775, numero di linea 869. Volò per la prima volta il 29 aprile 1982 e venne consegnato a TAAG Angola Airlines pochi giorni dopo, il 6 maggio. Era equipaggiato con 2 motori turboventola Pratt & Whitney JT8D-17. Al momento dell'incidente, l'aereo aveva un anno e mezzo.

## L'incidente
L'aereo era a 200 piedi (61 m) e stava salendo, quando all'improvviso iniziò a scendere e virare a sinistra. La punta dell'ala colpì il terreno e il Boeing si spezzò e scoppiò in fiamme. Il relitto si fermò a 800 metri (2 600 ft) dalla fine della pista dell'aeroporto di Lubango. Nell'incidente morirono tutte le 130 persone a bordo.

## Le indagini
I guerriglieri dell'UNITA dichiararono di aver abbattuto l'aereo, che credevano trasportasse solo personale militare, con un missile terra-aria allo scopo di protestare contro il governo dell'Angola. Le indagini post-incidente sul relitto dell'aeromobile da parte delle autorità angolane non trovarono prove di danni dovuti a missili, e la causa dell'incidente venne ufficialmente considerata un guasto meccanico di origine ignota.